# Hertog van Albemarle

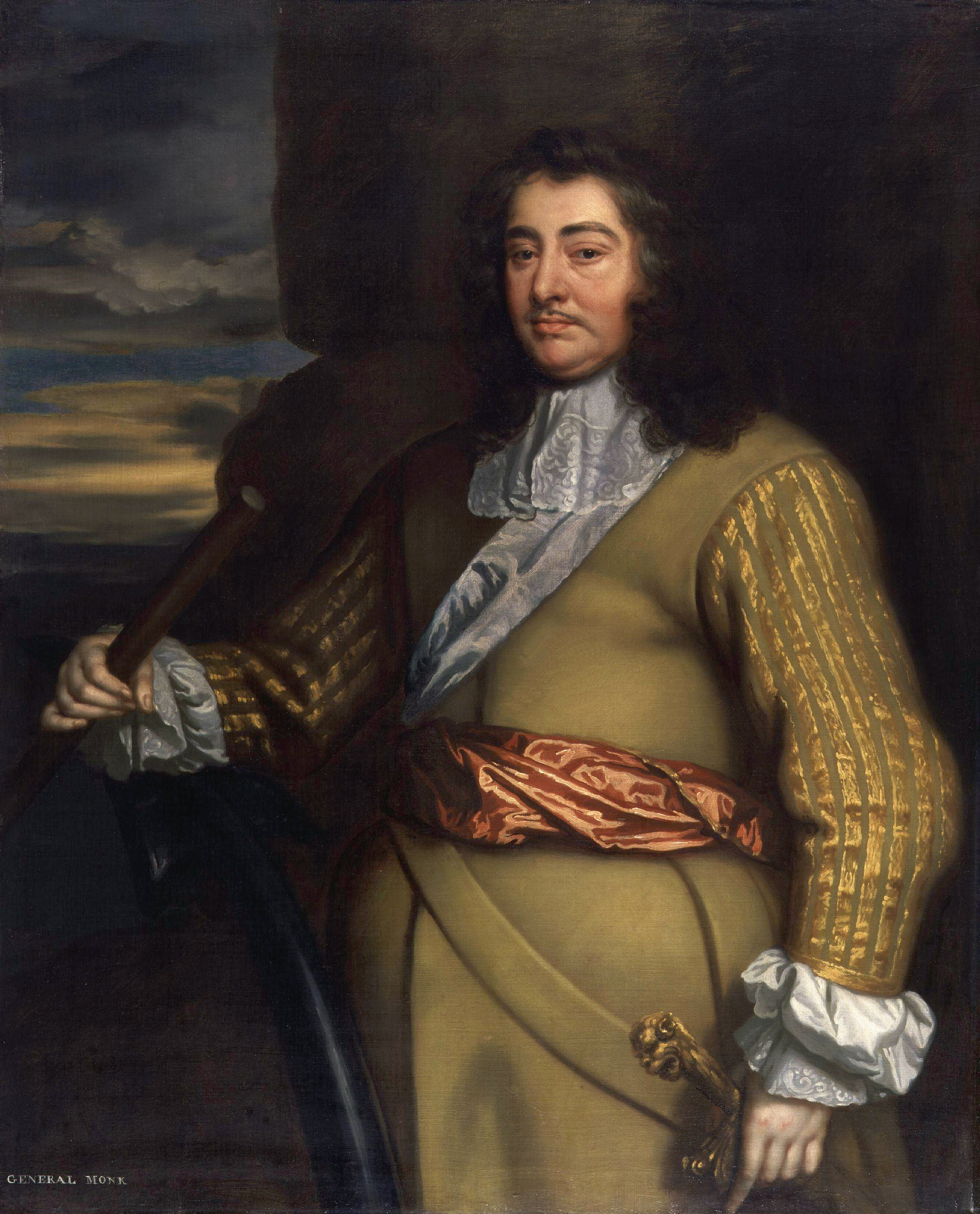
George Monck, eerste hertog van Albemarle. Atelier van Peter Lely, ca. 1665-66

Hertog van Albemarle of (Engels: Duke of Albemarle) is een Engelse adellijke titel. De naam Albemarle is afgeleid van de Franse plaats Aumale (Latijn: Alba Marla).
In 1660 werd de titel gecreëerd door Karel II voor de Engelse legeraanvoerder George Monck. Na het kinderloos overlijden van zijn zoon Christopher in 1688 stierf de titel uit.
De titel werd in 1696 door Jacobus II van Engeland (samen met de titel graaf van Rochford) gecreëerd voor zijn buitenechtelijke zoon Henry FitzJames. Deze titel werd echter alleen erkend door de jacobieten, omdat de koning afgezet was.

## Hertog van Albemarle (1660)
- 1660 – 1670: George Monck (1608-1670), 1e hertog van Albemarle
- 1670 – 1688: Christopher Monck (1653-1688), 2e hertog van Albemarle